# Douglas Augusto
Douglas Augusto Soares Gomes, meglio noto come Douglas Augusto (Rio de Janeiro, 13 gennaio 1997), è un calciatore brasiliano, centrocampista del Krasnodar.

## Caratteristiche tecniche
Centrocampista molto duttile e completo, di piede mancino, dotato di grande tecnica individuale, predilige giocare come mezzala in un centrocampo a 3; è bravo nelle incursioni e nel tiro dalla distanza. Per le sue caratteristiche è stato paragonato al colombiano Fredy Guarín.

## Carriera

### Club
Cresciuto nel settore giovanile della Fluminense, in cui è entrato all'età di sette anni, ha esordito in prima squadra il 6 settembre 2015, nella partita di Série A persa per 1-3 contro il Flamengo. Il 29 febbraio 2016 rinnova con il Fluzão fino al 2021.
Il 19 luglio 2018 viene acquistato dal Corinthians, con cui firma un quadriennale. Tuttavia, la sua esperienza al club dura poco e dopo due stagioni, di cui una passata in prestito al Bahia, passa ai greci del PAOK. Con gli ellenici gioca per quattro stagioni, conquistando un solo titolo nel 2020-2021, la coppa nazionale contro l'Olympiacos.
Il 12 agosto 2023 viene acquistato a titolo definitivo dal Nantes. Il giorno dopo compie il proprio debutto con i canarini, in occasione della prima giornata di campionato contro il Tolosa, persa per 1-2.
A causa dei vari avvicendamenti di allenatori sulla panchina dei canarini non riesce mai a divenire un titolare fisso, motivo per cui, nel corso della prima stagione, totalizza soltanto 27 presenze tra campionato e coppa.
La stagione successiva, il 15 settembre 2024, alla 4ª giornata di campionato, trova la prima rete in maglia gialloverde aprendo le marcature nella sconfitta per 1-2 contro lo Stade Reims.
Il 12 luglio 2025, dopo due anni in Francia, si trasferisce a titolo definitivo in Russia al Krasnodar.

### Nazionale
Dopo aver giocato per la nazionale under-20 brasiliana, nel luglio 2021 viene inserito nella lista dei convocati per prendere parte al torneo olimpico di Tokyo 2020, dovendo però rinunciare a causa di un infortunio.

## Statistiche

### Presenze e reti nei club
Statistiche aggiornate al 17 maggio 2025.
| Stagione          | Squadra           | Campionato        | Campionato | Campionato | Coppe nazionali | Coppe nazionali | Coppe nazionali | Coppe continentali | Coppe continentali | Coppe continentali | Altre coppe | Altre coppe | Altre coppe | Totale | Totale |
| Stagione          | Squadra           | Comp              | Pres       | Reti       | Comp            | Pres            | Reti            | Comp               | Pres               | Reti               | Comp        | Pres        | Reti        | Pres   | Reti   |
| ----------------- | ----------------- | ----------------- | ---------- | ---------- | --------------- | --------------- | --------------- | ------------------ | ------------------ | ------------------ | ----------- | ----------- | ----------- | ------ | ------ |
| 2015              | Fluminense        | A                 | 3          | 0          | CB              | 1               | 0               | -                  | -                  | -                  | -           | -           | -           | 4      | 0      |
| 2016              | Fluminense        | A+A1/RJ           | 30+10      | 2+0        | CB              | 5               | 0               | -                  | -                  | -                  | PL          | 4           | 0           | 49     | 2      |
| 2017              | Fluminense        | A+A1/RJ           | 14+8       | 1+0        | CB              | 6               | 1               | CS                 | 3                  | 0                  | PL          | 1           | 0           | 32     | 2      |
| gen.-lug. 2018    | Fluminense        | A+A1/RJ           | 6+8        | 0+1        | CB              | 0               | 0               | CS                 | 1                  | 0                  | -           | -           | -           | 15     | 1      |
| Totale Fluminense | Totale Fluminense | Totale Fluminense | 79         | 4          |                 | 12              | 1               |                    | 4                  | 0                  |             | 5           | 0           | 100    | 5      |
| lug.-dic. 2018    | Corinthians       | A                 | 15         | 0          | CB              | 4               | 0               | CL                 | 2                  | 0                  | -           | -           | -           | 21     | 0      |
| 2019              | Bahia             | A+A1/BA           | 7+9        | 0+0        | CB+CN           | 3+2             | 0+0             | CS                 | 2                  | 0                  | -           | -           | -           | 23     | 0      |
| 2019-2020         | PAOK              | SL                | 18         | 2          | CG              | 1               | 0               | UEL                | 2                  | 0                  | -           | -           | -           | 21     | 2      |
| 2020-2021         | PAOK              | SL                | 21         | 1          | CG              | 4               | 0               | UEL                | 5                  | 0                  | -           | -           | -           | 30     | 1      |
| 2021-2022         | PAOK              | SL                | 21         | 3          | CG              | 6               | 0               | UECL               | 10                 | 1                  | -           | -           | -           | 34     | 4      |
| 2022-2023         | PAOK              | SL                | 29         | 4          | CG              | 5               | 1               | UECL               | 2                  | 0                  | -           | -           | -           | 36     | 5      |
| 2023-2024         | PAOK              | SL                | -          | -          | CG              | -               | -               | UECL               | 1                  | 0                  | -           | -           | -           | 1      | 0      |
| Totale PAOK       | Totale PAOK       | Totale PAOK       | 89         | 10         |                 | 16              | 1               |                    | 20                 | 1                  |             | -           | -           | 125    | 12     |
| 2023-2024         | Nantes            | L1                | 25         | 0          | CF              | 2               | 0               | -                  | -                  | -                  | -           | -           | -           | 27     | 0      |
| 2024-2025         | Nantes            | L1                | 28         | 4          | CF              | 2               | 0               |                    | -                  | -                  |             | -           | -           | 30     | 4      |
| Totale Nantes     | Totale Nantes     | Totale Nantes     | 53         | 4          |                 | 4               | 0               |                    | -                  | -                  |             | -           | -           | 57     | 4      |
| 2025-2026         | Krasnodar         | PL                | 0          | 0          | KR              | 0               | 0               | UCL                | 0                  | 0                  | SR          | 0           | 0           | 0      | 0      |
| Totale carriera   | Totale carriera   | Totale carriera   | 252        | 18         |                 | 41              | 2               |                    | 28                 | 1                  |             | 5           | 0           | 324    | 21     |

## Palmarès

### Competizioni nazionali
- Primeira Liga: 1

Fluminense: 2016
- Coppa di Grecia: 1

PAOK: 2020-2021